# Oenothera elata
Oenothera elata är en dunörtsväxtart. Oenothera elata ingår i släktet nattljussläktet, och familjen dunörtsväxter.

## Underarter
Arten delas in i följande underarter:
- O. e. elata
- O. e. hirsutissima
- O. e. hookeri

## Bildgalleri

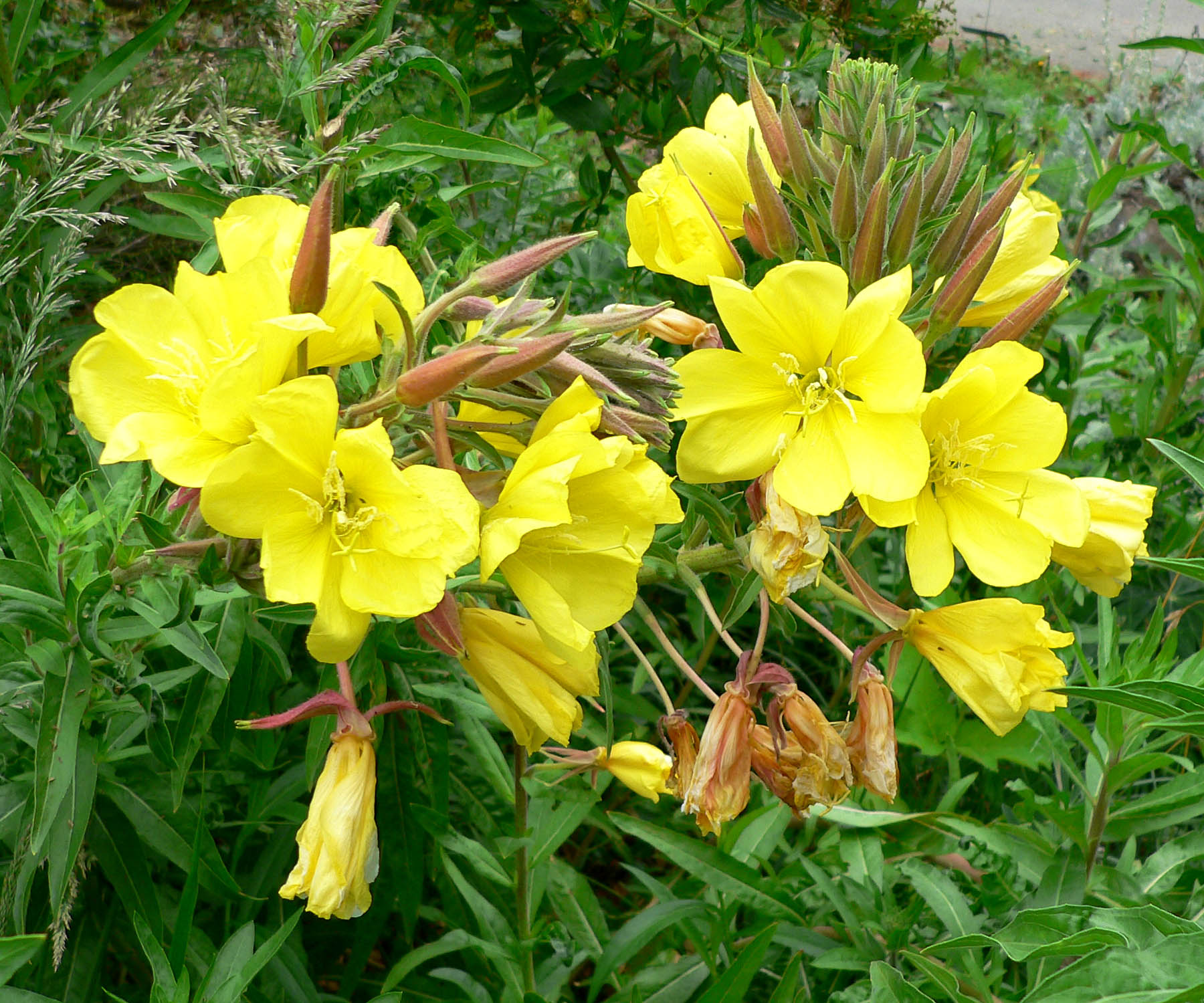
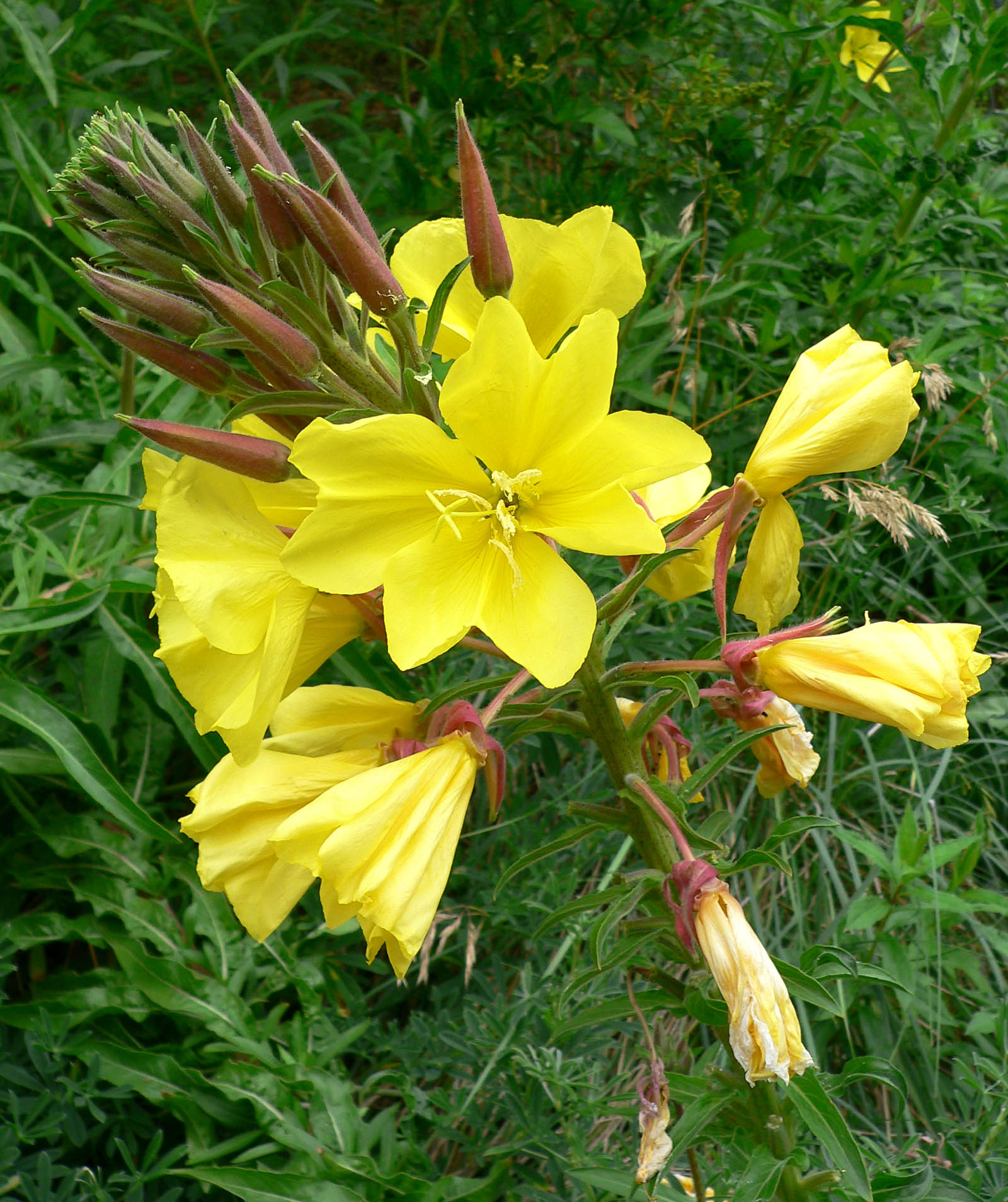
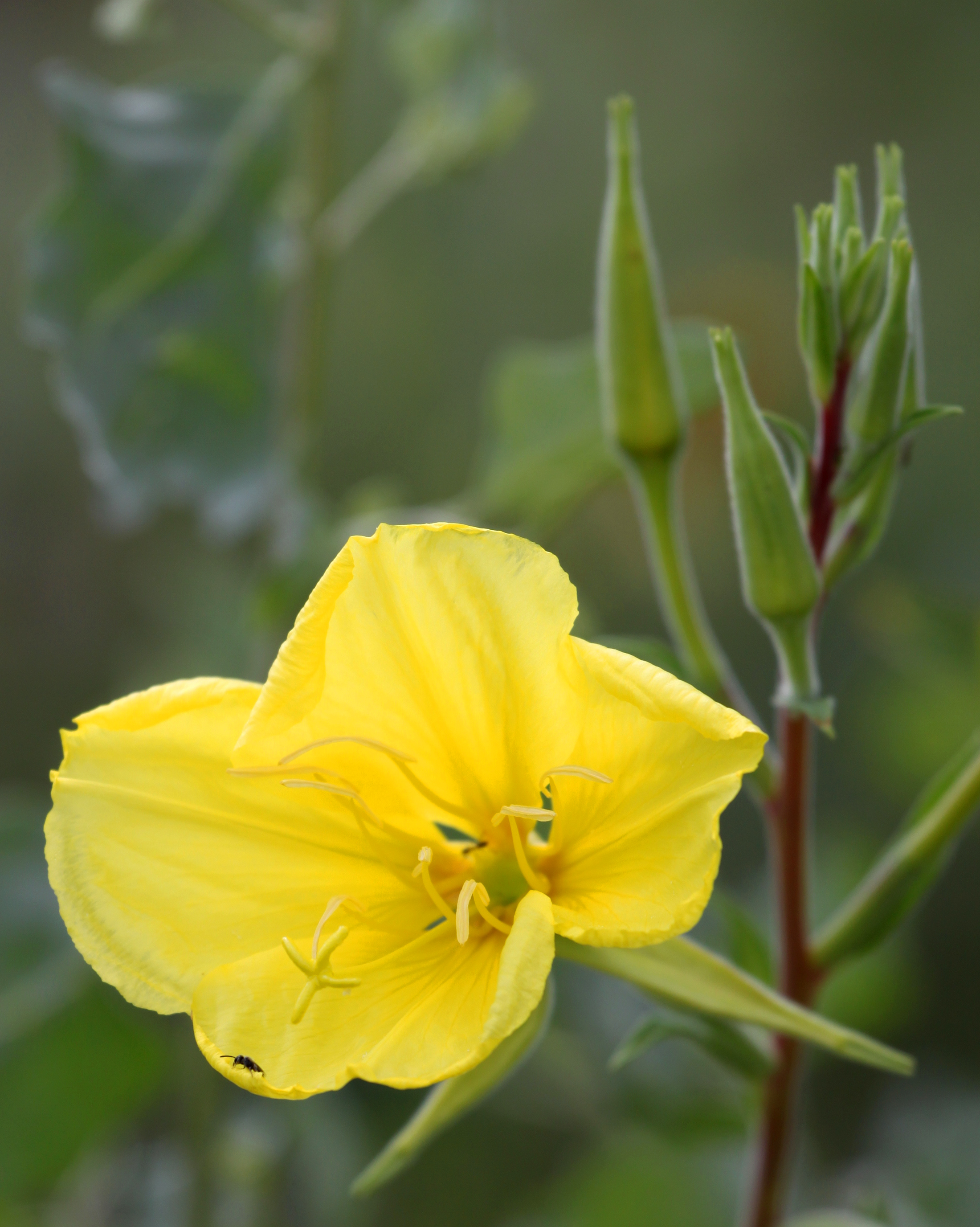
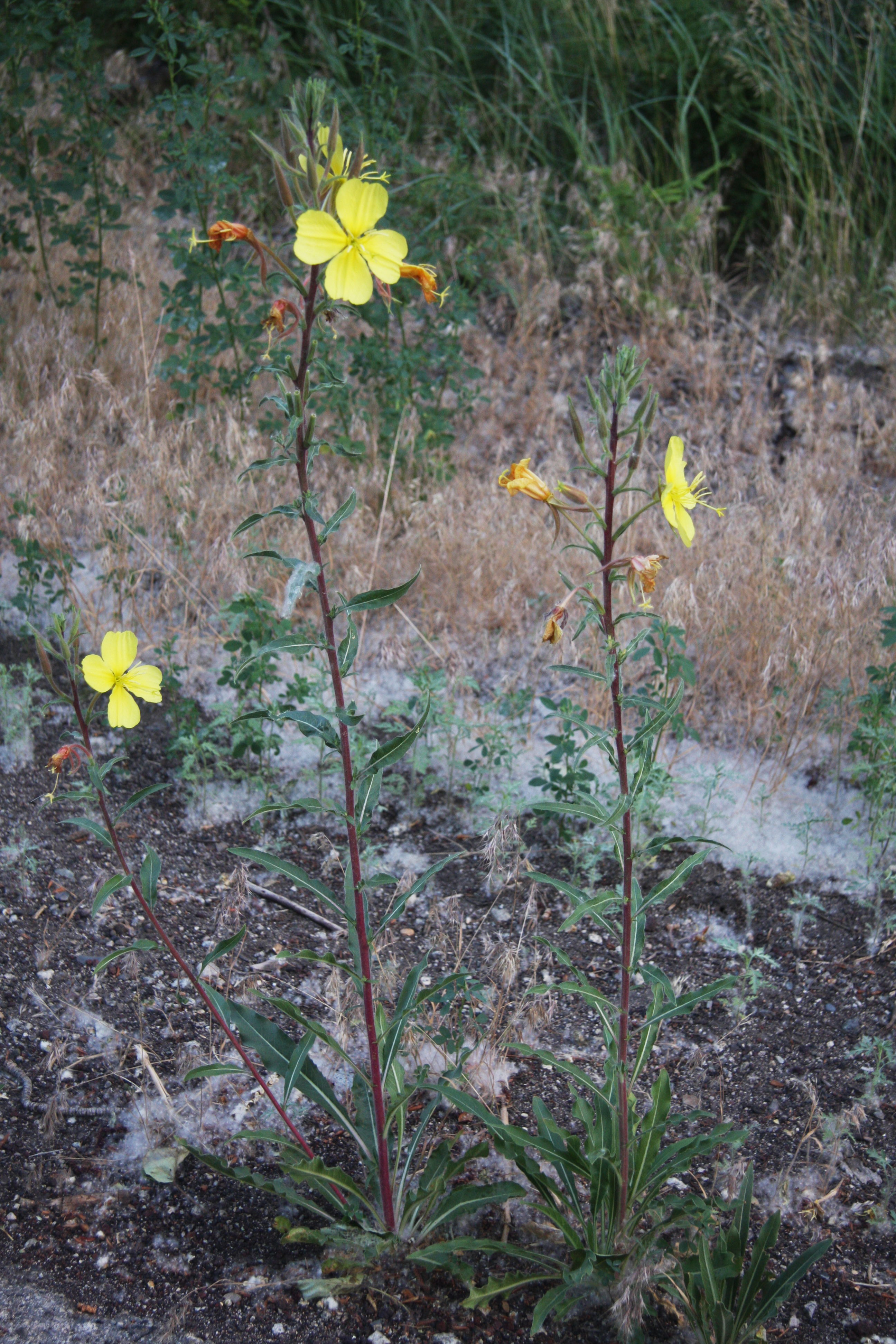
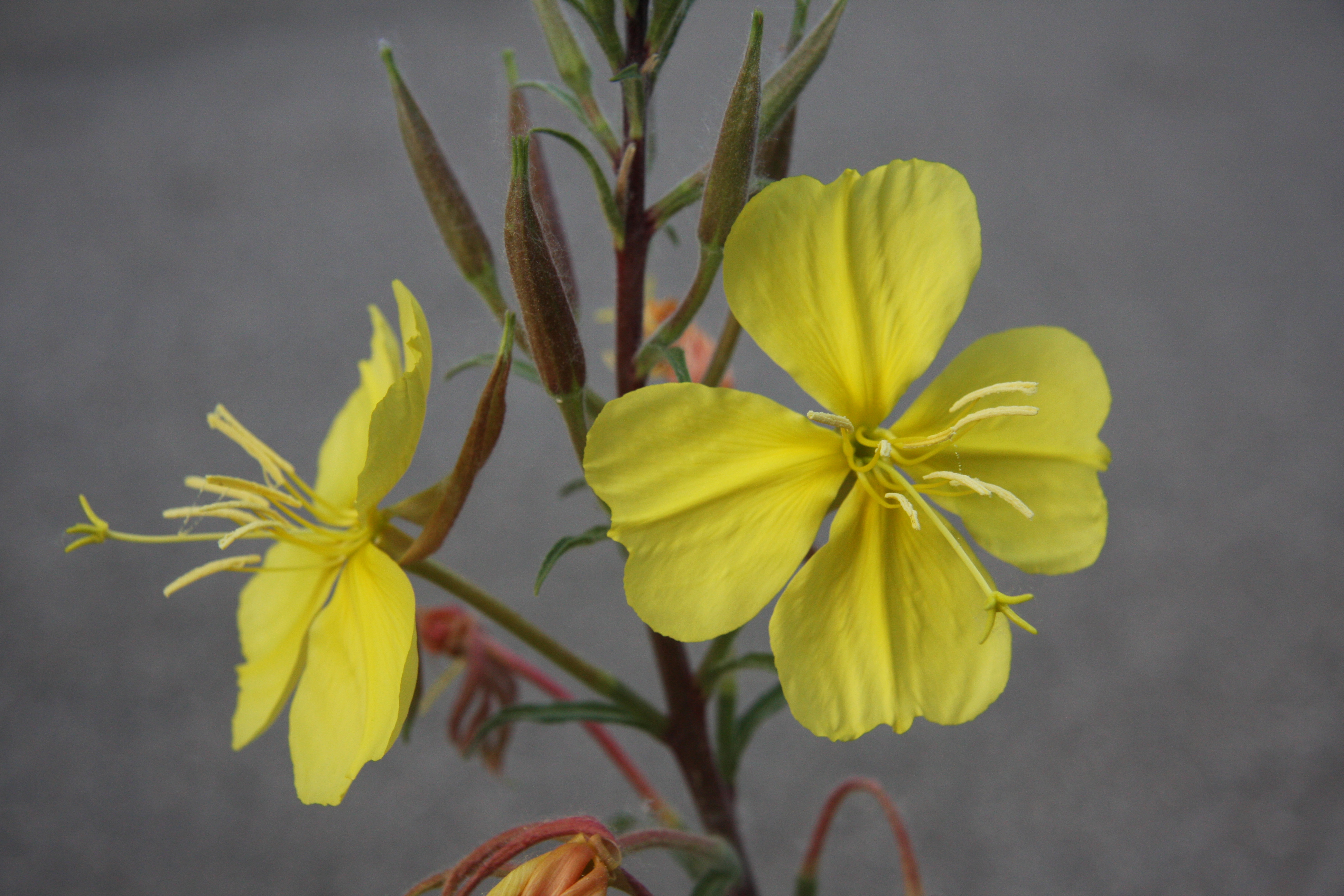